# 2010年冬季残疾人奥林匹克运动会丹麦代表团
2010年冬季残疾人奥林匹克运动会丹麦代表团是丹麦派出的2010年冬季残疾人奥林匹克运动会代表团。未获得奖牌。